# Politički rusinizam
Politički rusinizam; također Političko rusinstvo; je ukrajinski termin za politiku propagiranja postojanja rusinske nacije u kojoj se nastoji obrazložiti specifičnost rusinskog nacionalnog identiteta te njegova različitost od onog ukrajinskog. Karakteristika ove politike je da svoja stajališta i tvrdnje temelji prvenstveno na modernim političko-kulturološkim i pravnim vrednotama odnosno pravu grupa ljudi ili pojedinaca na samoodređenje, a znanstvene kategorije se uglavnom koriste kao popratni sadržaj. Među istaknutijim osobama ove politike svakako je američko-kanadski profesor Paul Robert Magocsi. Među onima koji opovrgavaju iste teze posebno su poznati ukrajinski profesor Maj Pančuk, zatim profesor Heorhij Kožoljanko i brojni drugi.

## Povijest i značaj
Oponenti političkog rusinizma su uglavnom ukrajinski stručnjaci koji tvrde da su današnji Rusini pripadnici ukrajinskog naroda koji su dugo bili razjedinjeni od svoje matice, ali ih kultura, jezik i vjera na znanstvenoj osnovi određuje kao takve. Prema njima, Politički rusinizam se počeo razvijati još u 19. stoljeću kada su današnje granice Ukrajine bile razjedinjene između Austro-Ugarske i Ruskog Carstva. 
Prema ukrajinskim stručnjacima, politika Austro-Ugarske je nastojala spriječiti kulturno, jezično i vjersko povezivanje ukrajinske populcije Ruskog Carstva s jednim dijelom istočne austrougarske populacije koji se identificirao s povjesnim terminom »Rus'« (koji u Ukrajini smatraju vlastitim povjesnim imenom). Navode da je tada u Austro-Ugarskoj na prostorima Ukrajine, Poljske, Slovačke, Mađarske, Hrvatske i Srbije živjelo preko 7 milijuna Rusina koji su danas poznati kao Ukrajinci. Ovaj prostor uključuje i ukrajinsku Galiciju ponekad poznatu po izrazitom ukrajinskom nacionalizmu.
Ukrajinski stručnjaci navode kako se politički rusinizam razvijao zahvaljujući financiranju i podupiranju susjednih državnih politika koje su imale namjeru spriječiti eventualno osnivanje neovisne ukrajinske države te indirektno potičući periodičnu plansku asimilaciju tog dijela ukrajinskog stanovništva. U temeljima te politike paradoksalno se koristila ruska carska teza o nepostojanju ukrajinske nacije što je bio dodatan poticaj austrougarskim Rusinima da zaštite svoj kulturni i vjerski identitet, posebno grkokatoličku vjeru (odliku cijele zapadne Ukrajine).

## Aktualno stanje
Danas se ista antiukrajinska politika razvija s ciljem destabilizacije politike u Ukrajini, kako bi se nad zemljom stekla relativna kontrola njezinog najvećega susjeda Rusije. Prema ukrajinskim stručnjacima, politički rusinizam ima za cilj odvajanje Zakarpatske oblasti od Ukrajine te njezino podilaženje ruskoj politici odnosno manipulativnoj zaštiti tog strateški važnog dijela središnje Europe.
Političkom rusinizmu ne podliježu sve osobe koje se i dalje identificiraju s nazivom »Rusin« ili »Rus'«. Primjerice od 1968. u Hrvatskoj djeluje Savez Rusina i Ukrajinaca Republike Hrvatske koji su do 2008. prihvaćali Ukrajinu kao matičnu državu. Slične ukrajinsko-rusinske zajednice postoje u više zemalja, no u posljednjem desetljeću one se razjedinjuju ili preimenuju kao posljedica promicanja Rusina kao zasebne nacije. Ovoj pojavi odupire se ukrajinska politika koja smatra da će tim postupkom doći do njihove daljnje asimilacije, toga već i onako malobrojnog dijela dijaspore. 
Rusini i Ukrajinci u Hrvatskoj su se službeno odijelili tek 1995. godine pod rukovodstvom saborskog zastupnika Miroslava Kiša, koji je u svojoj knjizi Kulturno-prosvjetno društvo Rusina i Ukrajinaca Zagreba (1997., Zagreb) naveo da su »Rusini i Ukrajinci dvije grane istog stabla« ta kako je »matična domovina Rusina upravo Ukrajina«. Delikatna tema i dalje je kontroverzna te puna oscilacija kod obje populacije, rusinske i ukrajinske. Usprkos tome rusinske i ukrajinske zajednice širom svijeta često surađuju u ostvarivanju svojih kulturno-prosvjetnih programa.
U svijetu danas živi između 200.000 i 800.000 ljudi koji se i dalje različito povezuju s nazivom Rusini. Službeno se s tim nazivom identificira oko 50.000 ljudi; od toga u Slovačkoj 24.201 osoba, u Srbiji 15.626 osoba, u Ukrajini 10.100, u Hrvatskoj 2.337 osoba, i drugdje.